# 凸窗
凸窗又稱飄窗，是一種窗户空间，它從建築物主牆向外凸出，房間內因此會形成一个窗台。凸窗是維多利亞時代建築的代表，於1870年代開始流行。美國的凸窗文化主要是源自歐洲的城市花園文化。

## 相集

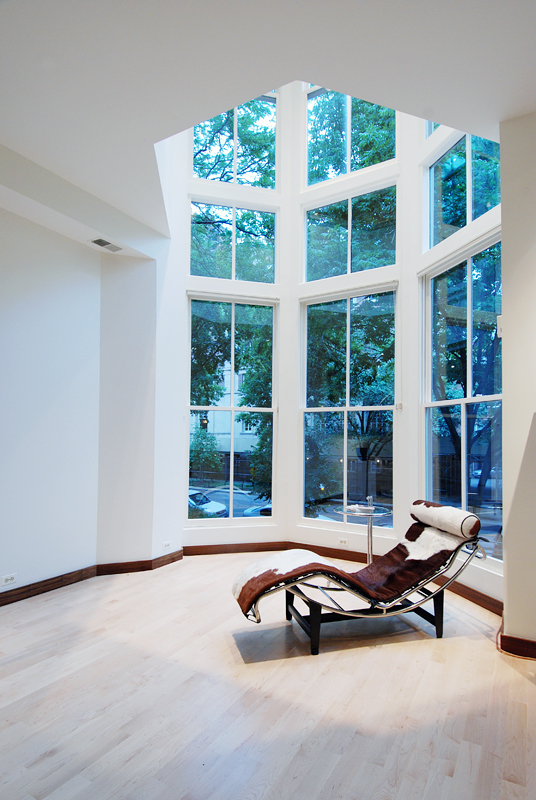
在美國伊利諾伊州芝加哥，一個多層凸窗
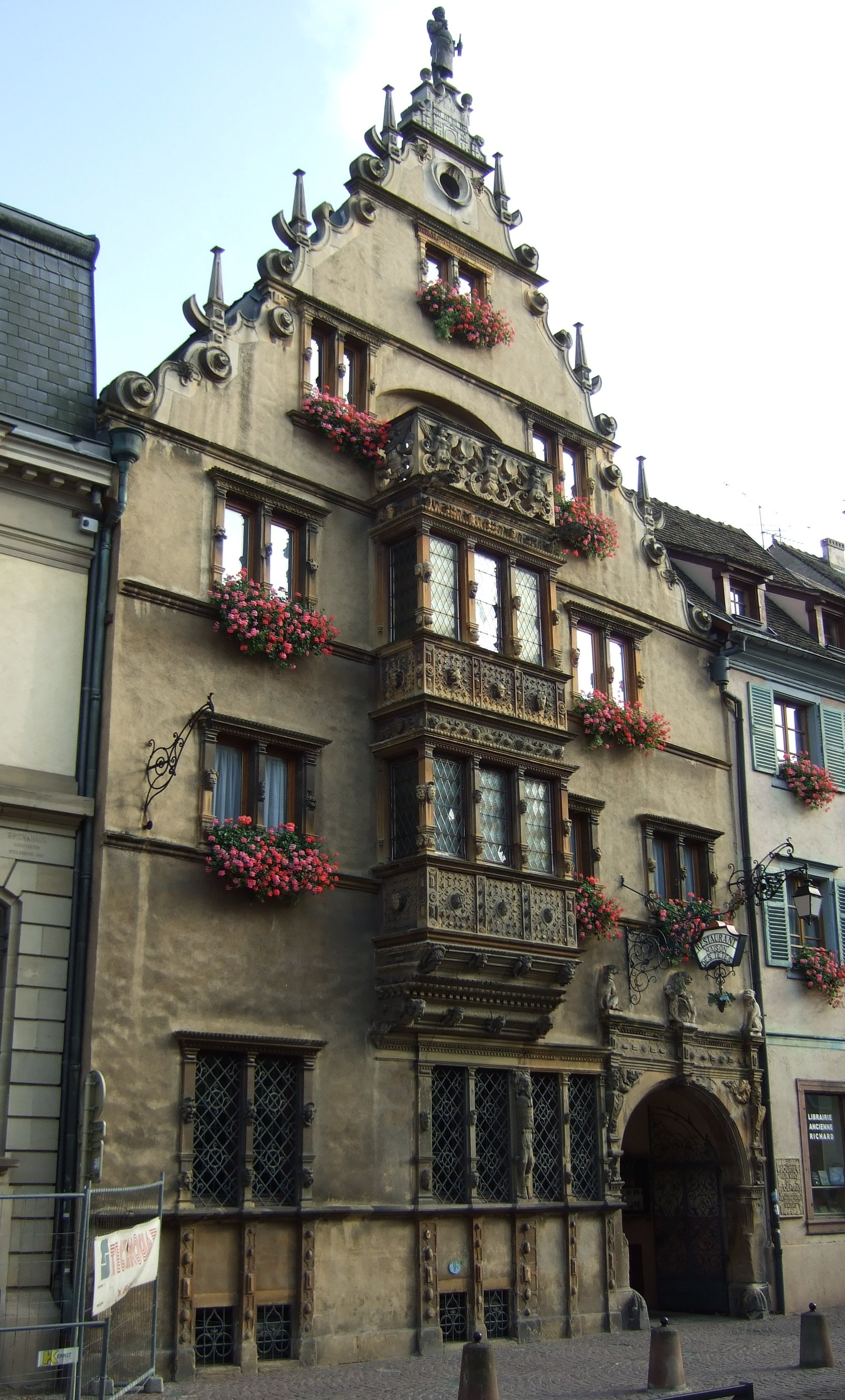
在法國科爾馬，兩個文藝復興時期的凸窗
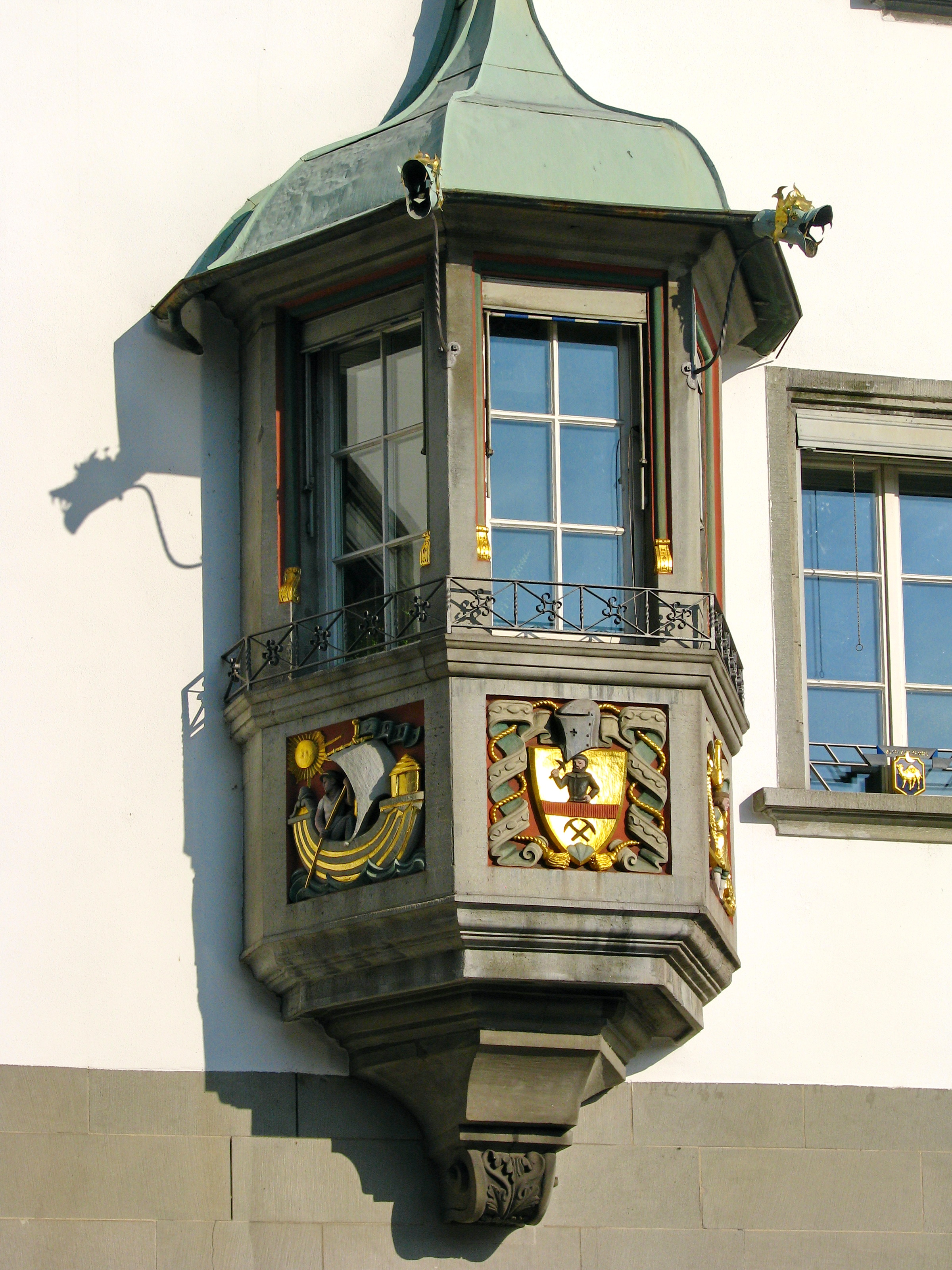
在蘇黎世的凸窗
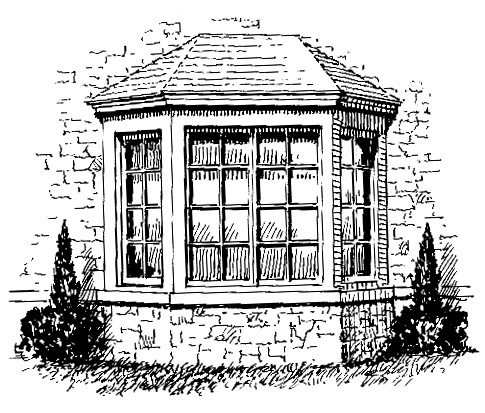
一所住宅的凸窗

## 外部連結
A San Francisco Chronicle article discussing bay windows.（页面存档备份，存于）